# The Enemy Within (Kennedy)
The Enemy Within. The McClellan Committee's Crusade Against Jimmy Hoffa and Corrupt Labor Unions ist ein Buch von Robert F. Kennedy, das zuerst 1960  und erneut 1994 veröffentlicht wurde. Das Buch ist teilweise autobiographisch geschrieben.
Das Buch schildert Ereignisse und Informationen, die in den Jahren 1956 bis 1959 durch das United States Senate Select Committee on Improper Acitivities in Labor and Management (Untersuchungsausschuss des US-Senats zu unangemessenen Aktivitäten von Gewerkschaften und Arbeitgebern) aufgedeckt wurden. Robert Kennedy war juristischer Berater (chief counsel) dieses Untersuchungsausschusses unter dem Vorsitz von John Little McClellan.
Kennedy bezeichnet die damals von Jimmy Hoffa als Vizepräsident geführte Teamsters-Gewerkschaft als die mächtigste Institution in den USA neben der US-Regierung (1994, S. 161). Er schreibt, George Meany, damaliger Präsident des Dachverbandes AFL-CIO, habe Jimmy Hoffa als den Feind Nr. 1 der Gewerkschaften bezeichnet (1994, S. 161).